# Restaurationsbrot

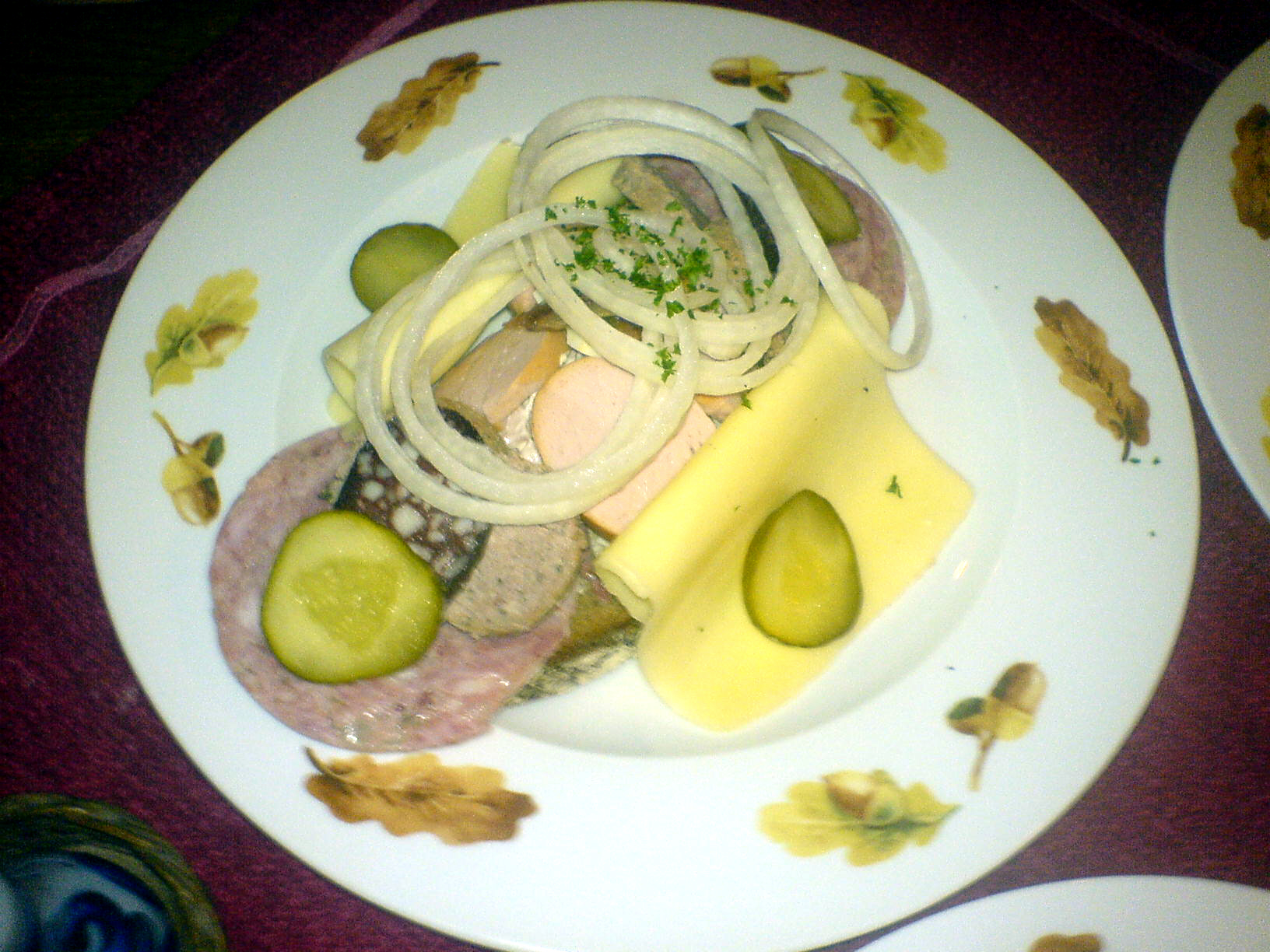
Restaurationsbrot aus der Gaststätte „Zum Einhorn“ in Frankfurt-Bonames

Restaurationsbrot ist ein üppig belegtes Brot der deutschen Küche, mit mehreren Lagen Wurst, Käse, Salat, Eiern oder Fisch, das vor allem in Gaststätten angeboten wird.
Belag und Darreichungsform sind regional unterschiedlich. In Südbaden handelt es sich beim Restaurationsbrot um eine herzhafte Vespermahlzeit mit hausgemachter Wurst und Bauernbrot, bei der Wurstteller und Brotkorb getrennt gereicht werden.